# Ley Hill
Ley Hill est un village du Buckinghamshire, en Angleterre.